# قوارض
القَوَارِض أو القَوَاضِم هي ثدييات تنتمي إلى رتبة القوارض، وتتميز بوجود زوج واحد من القواطع التي تنمو باستمرار في كل من الفكين العلوي والسفلي. تشكل القوارض حوالي 40% من جميع أنواع الثدييات. تعيش القوارض في جميع الكتل الأرضية الرئيسية باستثناء القارة القطبية الجنوبية وبعض الجزر المحيطية، ولكنها انتشرت في معظم هذه الكتل الأرضية بفعل الأنشطة البشرية.
تتنوع القوارض تنوعًا كبيرًا في بيئاتها وأنماط حياتها، ويمكن العثور عليها في جميع الموائل الأرضية تقريبًا، بما في ذلك البيئات التي من صنع الإنسان. يمكن أن تكون الأنواع شجرية أو حافرة (تحفر الجحور) أو قافزة/منزلقة (تقفز على أرجلها الخلفية) أو شبه مائية. من ناحية ثانية، تشترك جميع القوارض في عدة سمات مورفولوجية، بما في ذلك وجود زوج واحد فقط من القواطع العلوية والسفلية التي تنمو باستمرار. من القوارض المعروفة الفئران، الجرذان، السناجب، كلاب البراري، النيص، القندس، الخنازير الغينية، والهامستر. الأرانب، والأرانب البرية، والبيكا، التي تمتلك أيضًا قواطع تنمو باستمرار (ولكن لديها زوجان من القواطع العلوية بدلًا من واحد)، كانت تُعتبر سابقًا من القوارض، ولكنها الآن تُصنف ضمن رتبة منفصلة، وهي الأرنبيات. ومع ذلك، فإن رتبة القوارض والأرنبيات مجموعتان شقيقتان، تتشاركان في سلف مشترك واحد ويشكلان الفرع الحيوي من الزغبيات.
تعد معظم القوارض حيوانات صغيرة ذات أجسام قوية، وأطراف قصيرة، وذيول طويلة. تستخدم قواطعها الحادة لقضم الطعام، وحفر الجحور، والدفاع عن نفسها. معظم القوارض تتغذى على البذور أو غيرها من المواد النباتية، لكن بعضها يمتلك أنظمة غذائية أكثر تنوعًا. تميل القوارض إلى أن تكون حيوانات اجتماعية، وتعيش العديد من الأنواع في مجتمعات تتميز بطرق تواصل معقدة. تختلف أنماط التزاوج بين القوارض من الزواج الأحادي إلى تعدد الزوجات أو العلاقات المتعددة. تلد العديد من القوارض صغارًا غير متطورة بشكل كبير، في حين أن البعض الآخر يولد بصحة جيدة نسبيًا وقادر على الاعتماد على نفسه.
يعود تاريخ السجل الأحفوري للقوارض إلى العصر الباليوسيني في القارة العظمى لوراسيا. تنوعت القوارض تنوعًا كبيرًا في العصر الأيوسيني، حيث انتشرت عبر القارات وأحيانًا حتى عبرت المحيطات. وصلت القوارض إلى كل من أمريكا الجنوبية ومدغشقر من أفريقيا، وحتى وصول الإنسان العاقل كانت القوارض هي الثدييات المشيمية الأرضية الوحيدة التي وصلت واستوطنت في أستراليا.
تم استخدام القوارض كطعام، ولصنع الملابس، وكحيوانات أليفة، وكحيوانات مختبرية في الأبحاث. تُعتبر بعض الأنواع، مثل الجرذ البني، الجرذ الأسود، وفأر المنزل، من الآفات الخطيرة حيث تأكل وتفسد الطعام المخزن من قبل البشر وتنقل الأمراض. تُعتبر الأنواع من القوارض التي ظهرت صدفةً في كثير من الأحيان غازية، وقد تسببت في انقراض العديد من الأنواع، مثل الطيور الجزرية، والدودو كمثال، التي كانت معزولة سابقًا عن الحيوانات المفترسة البرية.

## التوزيع والموطن البيئي
تُعد القوارض واحدة من أكثر مجموعات الثدييات انتشارًا، ويمكن إيجادها في كل قارة باستثناء القارة القطبية الجنوبية. وهي الثدييات المشيمية الأرضية الوحيدة التي استوطنت أستراليا وغينيا الجديدة دون تدخل بشري. سمح البشر أيضًا لهذه الحيوانات بالانتشار إلى العديد من الجزر المحيطية النائية (مثل الجرذ البولينيزي). وقد تكيفت القوارض مع كل المواطن البيئية الأرضية تقريبًا، من التندرا الباردة (حيث يمكنها العيش تحت الثلج) إلى الصحاري الحارة.
بعض الأنواع، مثل السناجب ونيص العالم الجديد هي شجرية، أي تعيش على الأشجار، في حين أن بعضها الآخر، مثل جرذان الجوفر والتوكو-توكو وجرذان الخلد، تعيش تقريبًا بالكامل تحت الأرض، حيث تبني أنظمة جحور معقدة. يعيش بعض القوارض على سطح الأرض، ولكن قد يكون لها جحور تلجأ إليها. يُعرف القندس وفأر المسك بكونهما شبه مائيين، ولكن القارض الأكثر تكيفًا مع الحياة المائية هو على الأرجح الجرذ المائي عديم الأذن من غينيا الجديدة. ازدهرت القوارض أيضًا في البيئات التي أنشأها الإنسان مثل المناطق الزراعية والحضرية.
على الرغم من أن بعض الأنواع تُعد آفات شائعة للبشر، غير أن القوارض تلعب أيضًا أدوارًا بيئية مهمة. تُعتبر بعض القوارض أنواعًا رئيسية ومهندسين للنظام البيئي في مواطنها البيئية. في السهول الكبرى بأمريكا الشمالية، تلعب أنشطة الحفر التي تقوم بها كلاب البراري أدوارًا مهمة في تهوية التربة وإعادة توزيع المغذيات، مما يزيد من المحتوى العضوي للتربة ويزيد من امتصاص الماء. فهي تحافظ على هذه المواطن البيئية العشبية، وتفضل بعض الحيوانات العاشبة الكبيرة مثل البيسون والبقر الأمريكي الرعي بالقرب من مستعمرات كلاب البراري بسبب زيادة الجودة الغذائية للمرعى.
قد يساهم انقراض كلاب البراري أيضًا في فقدان التنوع البيولوجي الإقليمي والمحلي، وزيادة نهب البذور، واستيطان وانتشار الشجيرات الغازية. قد تأكل القوارض الحافرة الأجسام المثمرة للفطريات وتنشر الجراثيم من خلال فضلاتها، مما يسمح للفطريات بالانتشار وتشكيل علاقات تكافلية مع جذور النباتات (التي عادةً لا يمكنها الازدهار بدونها). وبالتالي، قد تلعب هذه القوارض دورًا في الحفاظ على الغابات الصحية.
في العديد من المناطق المعتدلة، تلعب القنادس دورًا هيدرولوجيًا أساسيًا. يقوم القندس، عند بناء سدوده ومساكنه، بتغيير مسارات الجداول والأنهار ويسمح بإنشاء مواطن بييئية واسعة من الأراضي الرطبة. وجدت إحدى الدراسات أن الهندسة التي يقوم بها القندس تؤدي إلى زيادة بنسبة 33 في المئة في عدد أنواع النباتات العشبية في المناطق النهرية. ووجدت دراسة أخرى أن القندس يزيد من أعداد السلمون البري. وفي الوقت نفسه، تُعتبر بعض القوارض آفات، بسبب نطاق وصولها الواسع.

## السلوك والتاريخ الحياتي

### التغذية
تُعد معظم القوارض من الحيوانات العاشبه، حيث تتغذى بشكل حصري على المواد العشبية مثل البذور والسيقان والأوراق والزهور والجذور. بعضها نهمة (يتغذى على النباتات والحيوانات) وعدد قليل منها مفترس. يُعتبر فأر الحقل نموذجًا للقوارض العاشبة، حيث يتغذى على الأعشاب والأعشاب البرية ودرنات الجذور والطحالب والنباتات الأخرى، ويمضغ اللحاء خلال الشتاء. أحيانًا يتناول اللافقاريات مثل يرقات الحشرات. يأكل غوفر السهول المواد النباتية الموجودة تحت الأرض أثناء الحفر، ويجمع أيضًا الأعشاب والجذور والدرنات في جيوب خديه ويخزنها في غرف تخزين تحت الأرض.
يتجنب الغوفر الملثم الظهور على السطح للتغذية من خلال انتزاع جذور النباتات بفكيه وسحبها إلى الأسفل نحو جحره.  يمارس أيضًا عملية أكل البراز.  يبحث الجرذ الأفريقي ذو الجيوب عن الطعام على السطح، حيث يجمع أي شيء قد يكون صالحًا للأكل في جيوب خديه الواسعة حتى ينتفخ وجهه جانبيًا. يعود بعدها إلى جحره ليرتب المواد التي جمعها ويتناول العناصر المغذية منها.
تُعتبر الأنواع أغوتي من الحيوانات واحدة من المجموعات الحيوانية القليلة التي تستطيع فتح الكبسولات الكبيرة لثمار الجوز البرازيلي. تحتوي هذه الكبسولات على الكثير من البذور التي لا يمكن تناولها في وجبة واحدة، لذا يحمل الأجوتي بعضها ويخزنها. يساعد ذلك في انتشار البذور حيث أن أي بذور يفشل الأغوتي في استعادتها تكون بعيدة عن الشجرة الأم عندما تنبت. تنتج الأشجار الأخرى الحاملة للجوز فائضًا من الفواكه في الخريف. تكون هذه الفواكه كثيرة جدًا ولا يمكن تناولها في وجبة واحدة، فتقوم السناجب بجمع وتخزين الفائض في الشقوق والأشجار المجوفة. في المناطق الصحراوية، تكون البذور متاحة لفترات قصيرة فقط. يجمع فأر الكنغر كل ما يمكن أن يجده ويخزنه في غرف المؤن في جحره.
استراتيجية التعامل مع الوفرة الموسمية هي تناول أكبر قدر ممكن وتخزين الفائض من العناصر الغذائية على شكل دهون. يفعل حيوان المرموط هذا، وقد يكون أثقل بنسبة 50% في الخريف مقارنة بالربيع. تعتمد على احتياطيات الدهون خلال فترة سباتها الشتوي الطويل. تتغذى القنادس على الأوراق والبراعم واللحاء الداخلي للأشجار النامية، وكذلك النباتات المائية. تخزن الطعام لفصل الشتاء عن طريق قطع الأشجار الصغيرة والأغصان المورقة في الخريف وغمرها في البركة، وإلصاق أطرافها في الطين لتثبيتها. بذلك، يمكنها الوصول إلى مخزونها من الطعام تحت الماء حتى عندما تتجمد البركة.
على الرغم من أن القوارض قد اعتبرت تقليديًا من الحيوانات العاشبة، فإن معظم القوارض الصغيرة يمتد نظامها الغذائي ليشمل بشكل نفعي الحشرات والديدان والفطريات والأسماك أو اللحوم، وقد تخصص عدد قليل منها في الاعتماد على نظام غذائي من المواد الحيوانية. تدعم دراسة وظيفية-تشريحية لنظام أسنان القوارض فكرة أن القوارض البدائية كانت قارتة وليست عاشبة.  تظهر الدراسات الأدبية أن العديد من أفراد الحيوانات سنجابية الشكل وفأريات الشكل، وعدد قليل من أفراد الحيوانات شيهميات الشكل، قد شملوا المواد الحيوانية في نظامهم الغذائي أو كانوا مستعدين لتناول مثل هذا الطعام عندما يتم تقديمه لهم عند أسرهم. أظهر فحص لمحتويات معدة فأر القدم البيضاء في أمريكا الشمالية، والذي يعتبر عادةً عاشبًا، أنه يحتوي على 34% من المواد الحيوانية.
تشمل الحيوانات المتخصصة في أكل اللحوم الجرذان الشبيهة بالفئران من الفلبين، والتي تتغذى على الحشرات واللافقاريات ذات الأجسام اللينة، وراكالي أو الجرذ المائي الأسترالي، الذي يلتهم الحشرات المائية والأسماك والقشريات والرخويات والضفادع وبيض الطيور والطيور المائية. يتغذى فأر الجندب من المناطق الجافة في أمريكا الشمالية على الحشرات والعقارب والفئران الصغيرة الأخرى، ولا تشكل المواد العشبية إلا جزءًا صغيرًا من نظامه الغذائي. يتمتع بجسم ممتلئ وأرجل وذيل قصيرين، لكنه رشيق ويمكنه بسهولة التغلب على الفرائس التي تكون بحجمه.